# Confraria Nosso Senhor do Bonfim

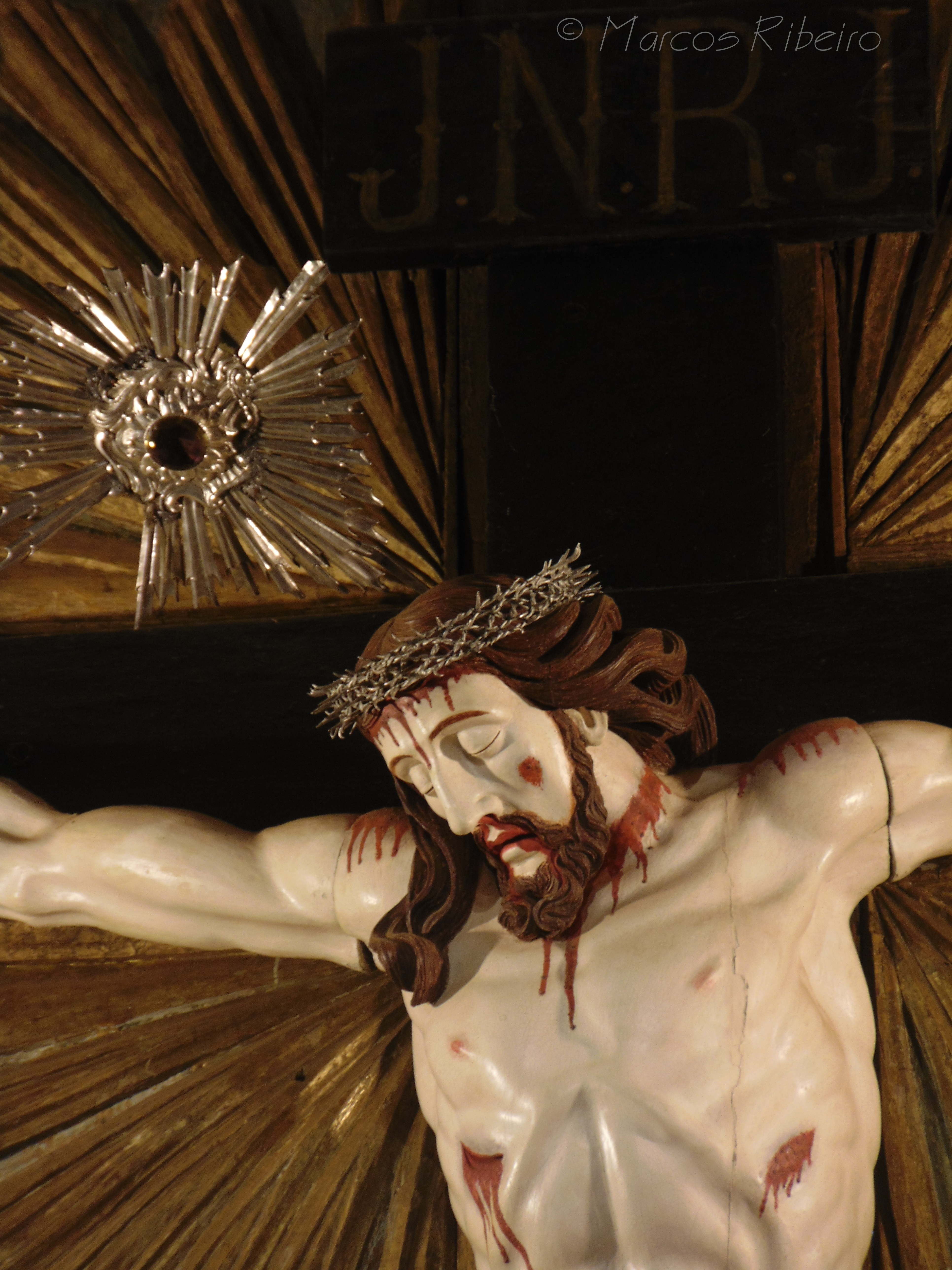
Imagem do Senhor do Bonfim, peça barroca do século XVIII.

A Confraria de Nosso Senhor do Bonfim ou simplesmente Irmandade do Bonfim foi uma associação pública de fiéis católicos, criada no século XVIII, e estabelecida na Igreja Nosso Senhor do Bonfim, uma das capelas da Freguesia de Nossa Senhora do Rosário de Meya Ponte, construída em 1750 pelo Sargento-mor Antônio José de Campos.
Segundo Raimundo José da Cunha Matos militar, marechal de campo luso-brasileiro em sua obra Itinerário do Rio de Janeiro ao Pará e Maranhão pelas províncias de Minas Gerais e Goiás em 1838, em visita oficial a vila de Meia-Ponte, ao chegar na cidade em 07 de agosto foi convidado para ser o Juiz (festeiro) da Festa que a Confraria realizava na Igreja do Bonfim, e que era uma honraria dos generais que adentrava na cidade. Ao chegar na Igreja para a Festa, o general ficou impressionado pela riqueza da prataria, alfaias e sanefas presentes no templo, um fato raro em Goiás naqueles idos. Segundo o mesmo autor, semanalmente a Confraria realizada as sextas-feiras a celebração da missa com a presença de coro e orquestra formada por violinos, rabeca e flauta. Tal Confraria foi extinta no século XX restando apenas a Igreja e a Festa, agora realizada em setembro.